# دين أليسون
دين أليسون هو سياسي كندي، ولد في 18 فبراير 1965 في لندن في كندا. حزبياً، نشط في حزب المحافظين الكندي.

## مناصب
- في الانتخابات الاتحادية الكندية 2006 [الإنجليزية]‏، انتخب عضو مجلس العموم الكندي عن دائرة Niagara West—Glanbrook [الإنجليزية]‏ وقد انضم خلال فترته النيابية [الإنجليزية]‏ (23 يناير 2006 – 13 أكتوبر 2008)  للكتلة البرلمانية حزب المحافظين الكندي.
- في 2004 Canadian federal election [الإنجليزية]‏، انتخب عضو مجلس العموم الكندي عن دائرة Niagara West—Glanbrook [الإنجليزية]‏ وقد انضم خلال فترته النيابية [الإنجليزية]‏ (28 يونيو 2004 – 22 يناير 2006)  للكتلة البرلمانية حزب المحافظين الكندي.
- في الانتخابات الاتحادية الكندية 2008 [الإنجليزية]‏، انتخب عضو مجلس العموم الكندي عن دائرة Niagara West—Glanbrook (provincial electoral district) [الإنجليزية]‏ وقد انضم خلال فترته النيابية [الإنجليزية]‏ (14 أكتوبر 2008 – 1 مايو 2011)  للكتلة البرلمانية حزب المحافظين الكندي.
- في الانتخابات الاتحادية الكندية 2011 [الإنجليزية]‏، انتخب عضو مجلس العموم الكندي عن دائرة Niagara West—Glanbrook [الإنجليزية]‏ وقد انضم خلال فترته النيابية [الإنجليزية]‏ (2 مايو 2011 – 18 أكتوبر 2015)  للكتلة البرلمانية حزب المحافظين الكندي.
- انتخب وزير التنمية الدولية [الإنجليزية]‏ (13 يوليو 2016 – ).
- انتخب وزير العائلات والأطفال والتنمية الاجتماعية [الإنجليزية]‏ (4 مايو 2006 – 8 مارس 2010).
- انتخب وزير الشؤون الخارجية (9 مارس 2010 – ).
- في الانتخابات الفيدرالية الكندية 2015، انتخب عضو مجلس العموم الكندي عن دائرة Niagara West (federal electoral district) [الإنجليزية]‏ وقد انضم خلال فترته النيابية [الإنجليزية]‏ (19 أكتوبر 2015 – )  للكتلة البرلمانية حزب المحافظين الكندي.

## وصلات خارجية
- الموقع الرسمي